# Spominski znak Prule
Spominski znak Prule je spominski znak Slovenske vojske, ki je podeljen veteranom TO RS za zasluge pri spopadu za Prule med slovensko osamosvojitveno vojno.

## Nosilci
- seznam nosilcev spominskega znaka Prule